# Green & Purple
Green & Purple è un singolo del rapper statunitense Travis Scott, pubblicato il 15 maggio 2017 in collaborazione con Playboi Carti.

## Tracce
1. Green & Purple – 4:38